# Чемпионат Азербайджана по боксу 2024
Чемпионат Азербайджана по боксу 2024 — спортивное соревнование Азербайджана.

## Общие сведения
Чемпионат проходил с 15 по 20 декабря 2024 года. В чемпионате приняли участие 200 боксёров (178 мужчин, 22 женщины), представлявшие 41 команду.
Чемпионат проходил в центре бокса. Главный судья чемпионата — Анар Бабанлы. Супервайзер — Раймонд Сильвас (США). Чемпионат судили как местные, так и иностранные судьи, в том числе судьи трёхзвездной категории Международной ассоциации бокса Чо Йанг Сук (Южная Корея), Мухаммед Ариса Путра Пухан (Индонезия), Павло Василинчук (Украина).
В ходе чемпионата определены победители в 13 весовых категориях среди мужчин и 5 весовых категориях среди женщин. 
15 декабря проведена церемония открытия чемпионата. Бои начинались ежедневно в 12:00. Чемпионат среди мужчин начат с 1/16 финала. В первый день чемпионата проведено 38 встреч. 
17 декабря завершились бои 1/8, 19 декабря — 1/2 финала, 20 декабря — финал среди мужчин.
Соревнования среди женщин завершились 19 декабря.
Финал чемпионата по боксу транслировался İdman TV.
Лучшим боксёром чемпионата признан Субхан Мамедов. Лучший судья — Галиб Абиев.

## Медалисты

### Мужчины
| Весовая категория | Золото             | Серебро             | Бронза                              |
| ----------------- | ------------------ | ------------------- | ----------------------------------- |
| до 48 кг          | Субхан Мамедов     | Билалхабаши Назаров | Хасан Маликов Рамал Йолчуев         |
| до 51 кг          | Ядигяр Алиев       | Турал Сарыев        | Кенан Бабаев Рауль Валиев           |
| до 54 кг          | Амин Мамедзаде     | Масуд Юсифзаде      | Кенан Алиев Агасалим Мустафазаде    |
| до 57 кг          | Омар Асланлы       | Залимхан Сулейманов | Камиль Бабаев Руслан Гадиров        |
| до 60 кг          | Магсуд Хасметов    | Эльбрус Адыгезалов  | Магомедали Ашуралиев Шамиль Аскеров |
| до 63,5 кг        | Малик Гасанов      | Руслан Рустамов     | Элмаддин Агаев Джалал Гурбанов      |
| до 67 кг          | Наби Искендеров    | Заур Гахраманов     | Мехди Гасанов Ильгар Салахов        |
| до 71 кг          | Сархан Алиев       | Ниджат Гасанов      | Шамси Шахбазов Зия Гасанов          |
| до 75 кг          | Расим Чобанлы      | Миршариф Казымзаде  | Новрузали Гулиев Фархад Шейдаев     |
| до 80 кг          | Мурад Аллахвердиев | Джабраил Елеков     | Эльвин Ганбаров Фаган Мамедов       |
| до 86 кг          | Сеид Сеидов        | Мамед Гулиев        | Ибрагим Исмаилов Гейдар Мамедов     |
| до 92 кг          | Рауф Рагимов       | Сурат Гараев        | Мирхаял Мамедов Эльгун Абдуллаев    |
| свыше 92 кг       | Мухаммад Абдуллаев | Алекпер Алекперов   | Рашид Мамедов Теймур Асланов        |

### Женщины
| Весовая категория | Золото              | Серебро              | Бронза                           |
| ----------------- | ------------------- | -------------------- | -------------------------------- |
| до 48 кг          | Анаханым Исмайлова  | Лале Мадатова        | Мехпара Мамедова Гюнель Рагимова |
| до 52 кг          | Маржона Савриева    | Лейла Гулиева        | Хадиджа Мурадова Сона Аббасли    |
| до 54 кг          | Наргиз Зейналова    | Бахийя Ибрагимова    |                                  |
| до 57 кг          | Айнур Микаилова     | Дильбар Зейналханова |                                  |
| до 63 кг          | Гызбас Искендер     | Лале Намазлы         |                                  |
| до 66 кг          | Шахла Аллахвердиева | Мелек Гусейнова      |                                  |
| до 70 кг          | Эмили Рзаева        | Айсу Кязимова        |                                  |

## Командный зачёт
| Место | Клуб               | Очки |
| ----- | ------------------ | ---- |
| 1     | СК «Нефтчи»        | 60   |
| 2     | BFL                | 21   |
| 3     | «Золотая перчатка» | 19   |